# Koryo Celadon
Koryo Celadon ist ein südkoreanisch-US-amerikanischer Dokumentar-Kurzfilm von Paul N. Raimondi aus dem Jahr 1979, der von James R. Messenger und Donald A. Connolly produziert wurde und für einen Oscar nominiert war.

## Inhalt
Yoo Kun-Hyong, auch in den Schreibweisen Yu Geun-Hyeong (유근형; 柳根瀅), Yoo Geun-hyung oder Yoo Keun-Hyeong, war ein angesehener koreanischer Töpfermeister, der von der koreanischen Regierung zum lebenden Nationaldenkmal erklärt wurde. Kun-Hyong lebte von 1894 bis 1993 und spielte eine führende Rolle bei der Wiederbelebung des Goryeo-Seladons. Der Film erzählt die Geschichte seiner außergewöhnlichen Kreationen und seine nicht endend wollenden Bemühungen, die Geheimnisse, die die Herstellung des legendären Koryo Celadon umgeben, wiederzuentdecken. So durchstreifte er die koreanische Halbinsel auf der Suche nach Öfen für Seladon. Er widmete sich der Restaurierung des Seladon-Genres und arbeitete sowohl am Songbuk-Ofen des Korea Arts and Culture Research Center im Kansong Art Museum als später auch am Korean Formal Arts Research Center in Taebang-dong.

## Hintergrund

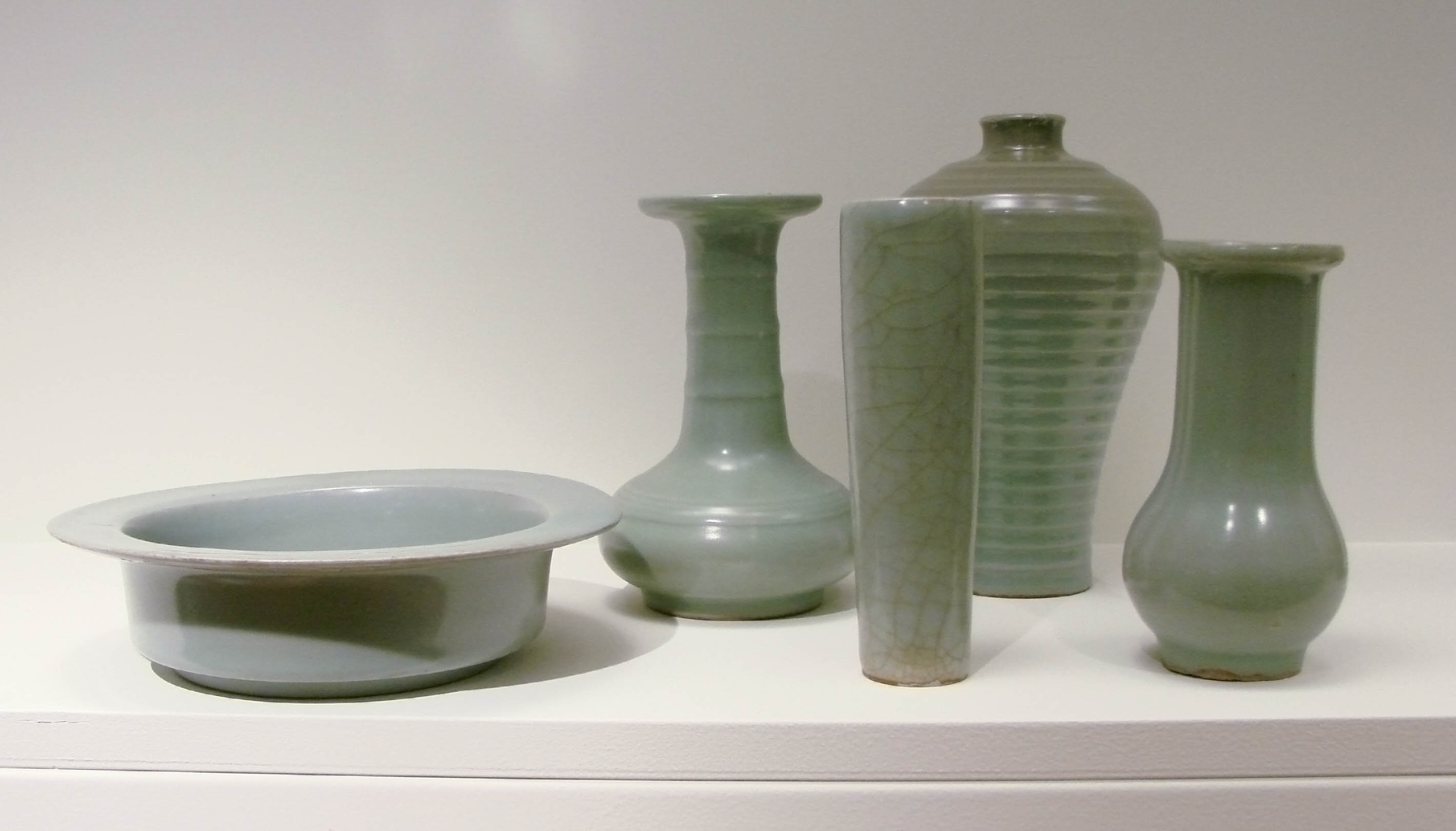
Beispielhaft: Chinesisches Seladon

Bei Koryo Celadon handelt es sich um einen koreanischen Töpferstil, der im 12. Jahrhundert nach Christus seinen Höhepunkt erreichte und von den Chinesen als eines der zehn wunderbarsten Dinge der Welt bezeichnet wurde, eine wahrhaft große Errungenschaft auf dem Gebiet der Keramik. Ihr wichtigstes Element war die zarte grüne Glasur, deren geheime Formel verlorengegangen ist. Die Koryo-Celadons waren das Ergebnis aufwändiger Handwerkskunst. Bis zu vier Arbeitsgänge waren notwendig, um das gewünschte Ergebnis zu erzielen.

## Auszeichnung
Oscarverleihung 1980: Nominiert für den Oscar Donald A. Connolly und James R. Messenger in der Kategorie „Bester Dokumentar-Kurzfilm“